# Andreaskirche (Berlin-Wannsee)

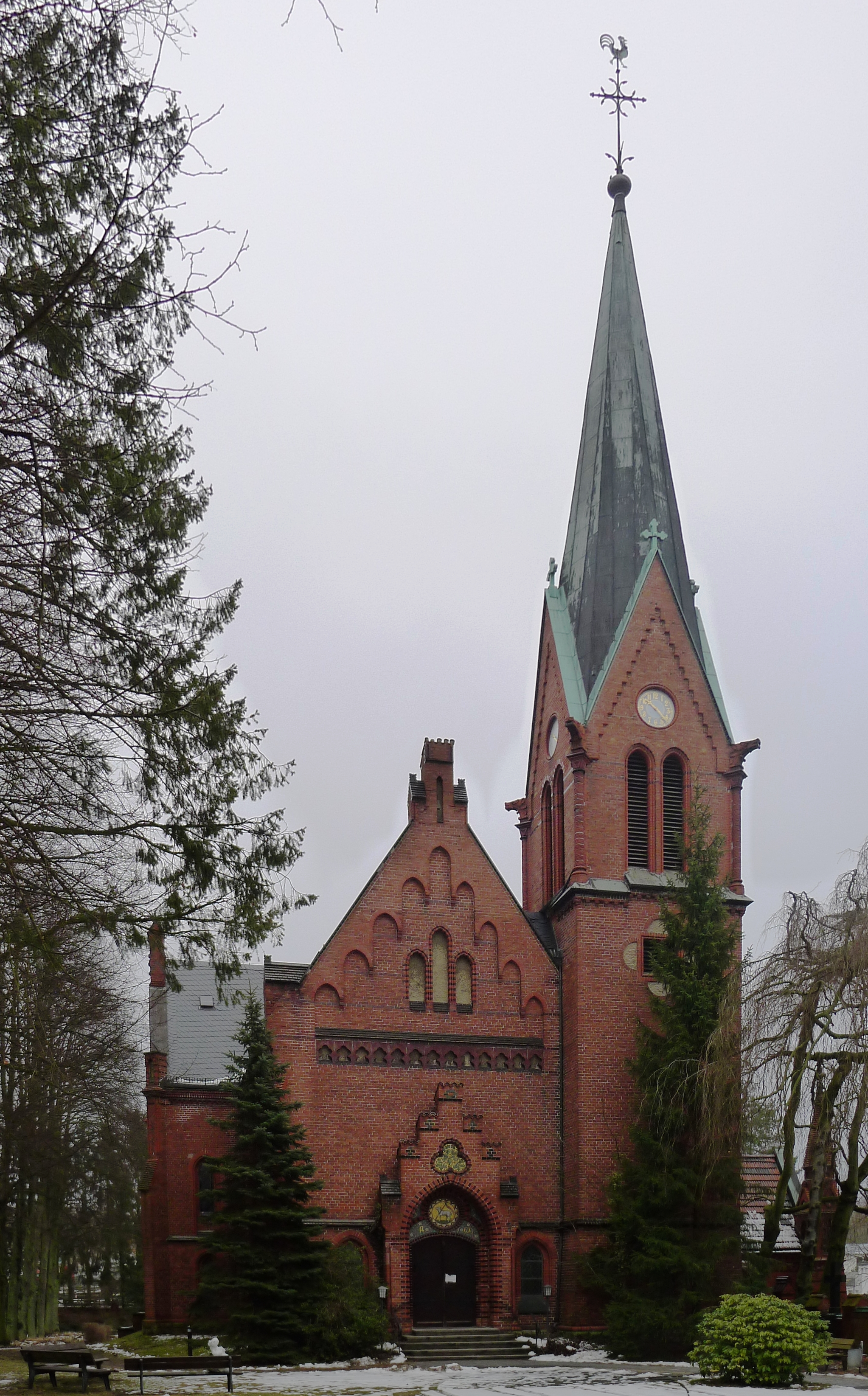
Andreaskirche

Die Andreaskirche ist eine Kirche der Evangelischen Kirchengemeinde Berlin-Wannsee; sie steht in der Lindenstraße 2 im Berliner Ortsteil Wannsee des Bezirks Steglitz-Zehlendorf. Sie wurde von Otto Stahn im Architekturstil der Neugotik entworfen und am 15. August 1896 eingeweiht; die Kirche steht unter Denkmalschutz. Sie ist seit 1965 nach dem Apostel Andreas benannt, davor hieß sie Neue Kirche.

## Geschichte
Die Evangelische Kirchengemeinde Wannsee umfasst im Wesentlichen das ehemalige Dorf Stolpe und die ehemalige Villenkolonie Alsen, die beide zur Landgemeinde Stolpe im Kreis Teltow gehörten, die 1898 in Wannsee umbenannt wurde. Sie hat zwei Kirchen, die Kirche am Stölpchensee und die Andreaskirche.
Wilhelm Conrad stiftete für die von ihm gegründete Villenkolonie Alsen 1889 eine Kirche. Den ersten Entwurf für die Neue Kirche – die alte, die heutige Kirche am Stölpchensee, war den Gläubigen zu weit entfernt – lieferte der mit Conrad befreundete Johannes Otzen, der eine weit größere Kirche als die heutige geplant hatte. Von diesem Plan wurde um 1895 nur die Kirchenvorhalle in der zentralen Achse zum Tor des Friedhofs realisiert, das ebenfalls von Otzen stammte.

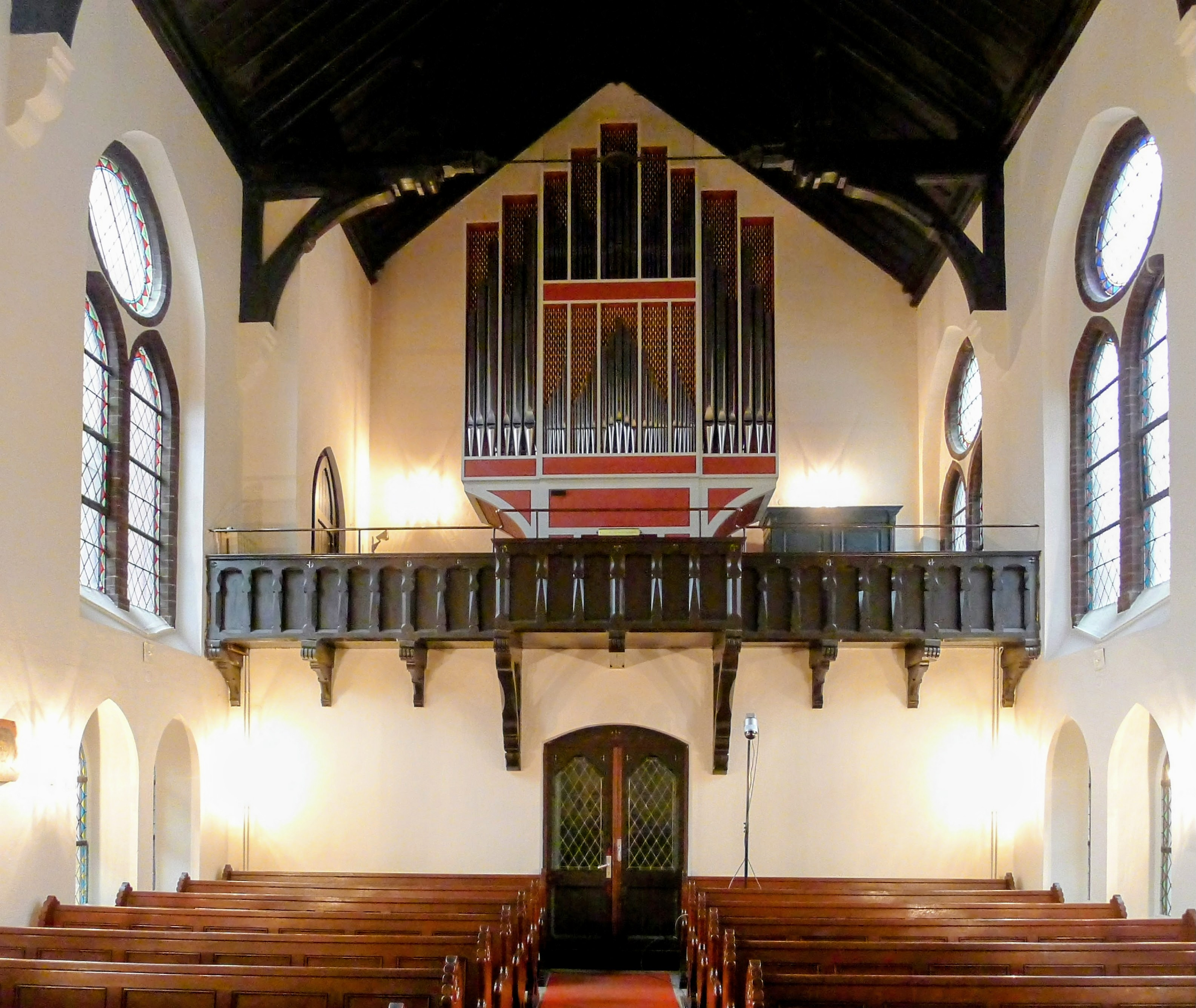
Orgelempore

Mit der Fortsetzung des Baus wurde 1896 Stahn beauftragt, der allerdings einen neuen Entwurf lieferte, nach dem die Kirche in Nord-Süd-Richtung lag. Die Vorhalle Otzens ist nunmehr der Ostseite vorgelagert. 1901 wurde Wannsee eine eigene Kirchengemeinde, bis dahin bildete Wannsee zusammen mit Klein-Glienicke einschließlich der Villenkolonie Neubabelsberg eine Kirchengemeinde. Im Zweiten Weltkrieg erlitt die Kirche leichte Schäden, die 1953 beseitigt wurden.

## Baubeschreibung
Die Kirche besteht aus einem Langhaus mit einer leicht eingezogenen Apsis, einem kurzen Querschiff und dem neben dem nördlichen Haupteingang angesetzten Glockenturm auf quadratischem Grundriss. Der Mauerwerksbau ist mit roten Ziegeln verblendet. Über dem Bogenfries der Fassade befindet sich ein Dreiecksgiebel mit rundbogigen Blendarkaden als Wandschmuck. Das leicht vorgezogene Portal ist mit einem Staffelgiebel umrahmt. Über dem Portal ist das Lamm Gottes als Medaillon angebracht.
Der Turm ist durch ein Gurt- und Kaffgesims gegliedert.
Das Innere wird durch den offenen Dachstuhl bestimmt, ein Kehlbalkendach mit weit auseinander liegenden Sparren trägt ein Satteldach. Die Apsis ist vom Langhaus durch einen Triumphbogen getrennt.

## Geläut
Das Glockengeschoss hat paarige Klangarkaden, darüber mit Wimpergen geschmückte Dreiecksgiebel. Darüber erhebt sich ein oktogonaler Spitzhelm. Im Turm hängen drei Bronzeglocken, die 1896 von Gustav Adolph Jauck in Leipzig gegossen wurden.
| Schlagton | Gewicht (kg) | Durchmesser (cm) | Höhe (cm) | Inschrift                                 |
| --------- | ------------ | ---------------- | --------- | ----------------------------------------- |
| des′      | 725          | 117              | 88        | DONAVIT W. CONRAD – WANNSEE 1896 GLAUBE   |
| es′       | 361          | 091              | 70        | DONAVIT W. CONRAD – WANNSEE 1896 LIEBE    |
| as′       | 209          | 078              | 58        | DONAVIT W. CONRAD – WANNSEE 1896 HOFFNUNG |

## Ausstattung
Das Innere ist seit den Renovierungen in den 1960er Jahren von seiner ursprünglichen Gestaltung weitgehend befreit. Einige Ausstattungsgegenstände haben sich aus der Bauzeit erhalten. An der Ostwand hängt eine Ölmalerei vom Ende des 16. Jahrhunderts. Sie stammt aus dem Umkreis der Malerfamilie Tintoretto und stellt Jesus und das kananäische Weib dar. In der Vorhalle steht eine Büste Conrads, 1895 von Karl Pracht geschaffen.
Auf der Empore über dem Haupteingang steht seit 1980 eine mechanische Orgel von Christensen & Sønner mit 1540 Pfeifen in 23 Registern. Ihre Disposition kann bei Orgel Databank eingesehen werden. Sie ersetzte ihre pneumatische Vorgängerin aus dem Jahr 1903.
Das Langhaus hat das ursprüngliche Kirchengestühl beidseits eines Mittelganges. Weitere Kirchenbänke stehen in den Seitenarmen des Querschiffs. Vor den drei Stufen der Estrade, auf ihr steht der Altar, befindet sich eine Freifläche. Hier können Chor, Orchester oder auch Konzertflügel platziert werden.
Über dem linken Querschiff befindet sich eine Empore, die nur von außen zu erreichen ist.